# Duifang (sockenhuvudort i Kina, Jiangxi Sheng, lat 26,21, long 115,98)
Duifang är en sockenhuvudort i Kina. Den ligger i provinsen Jiangxi, i den sydöstra delen av landet, omkring 270 kilometer söder om provinshuvudstaden Nanchang. Antalet invånare är 27 883. Befolkningen består av 13 043 kvinnor och 14 840 män. Barn under 15 år utgör 27,0 %, vuxna 15-64 år 65 %, och äldre över 65 år 7,0 %.
Runt Duifang är det ganska tätbefolkat, med 230 invånare per kvadratkilometer. Närmaste större samhälle är Changsheng, 8,7 km norr om Duifang. I omgivningarna runt Duifang växer i huvudsak blandskog.
Genomsnittlig årsnederbörd är 2 191 millimeter. Den regnigaste månaden är maj, med i genomsnitt 351 mm nederbörd, och den torraste är oktober, med 24 mm nederbörd.